# Великовікнинська сільська рада
Великовікни́нська сільська́ ра́да — адміністративно-територіальна одиниця та орган місцевого самоврядування у Збаразькому районі Тернопільської області. Адміністративний центр — село Великі Вікнини.

## Загальні відомості
Великовікнинська сільська рада утворена в 1940 році.
- Територія ради: 34,56 км²
- Населення ради: 2 137 осіб (станом на 2001 рік)
- Територією ради протікає річка Самець

## Населені пункти
Сільській раді були підпорядковані населені пункти:
- с. Великі Вікнини
- с. Котюжини
- с. Малі Вікнини

## Склад ради
Рада складалася з 16 депутатів та голови.
- Голова ради: Коляда Василь Антонович
- Секретар ради: Тарасюк Марія Павлівна

### Керівний склад попередніх скликань
| Прізвище, ім'я, по батькові | Основні відомості                                                 | Дата обрання | Дата звільнення |
| --------------------------- | ----------------------------------------------------------------- | ------------ | --------------- |
| Коляда Василь Антонович     | Сільський голова, 1967 року народження, освіта вища, безпартійний | 26.03.2006   | 31.10.2010      |
| Коляда Василь Антонович     | Сільський голова, 1967 року народження, освіта вища               | 31.10.2010   |                 |

Примітка: таблиця складена за даними сайту Верховної Ради України

### Депутати
За результатами місцевих виборів 2010 року депутатами ради стали:

#### За суб'єктами висування
| Суб'єкт висування                                       | Кількість обраних депутатів | %  |
| ------------------------------------------------------- | --------------------------- | -- |
| Самовисування                                           | 12                          | 75 |
| Політична партія Всеукраїнське об'єднання «Батьківщина» | 4                           | 25 |

#### За округами
| № округу                                                | Прізвище, ім'я, по батькові   | Дата визнання обраним | Освіта  | Партійна приналежність                        | Відомості про обраного депутата          |
| ------------------------------------------------------- | ----------------------------- | --------------------- | ------- | --------------------------------------------- | ---------------------------------------- |
| Політична партія Всеукраїнське об'єднання «Батьківщина» |                               |                       |         |                                               |                                          |
| 1                                                       | Шарка Людмила Володимирівна   | 01.11.2010            | вища    | позапартійна                                  | тимчасово не працює                      |
| 10                                                      | Кравчук Ірина Іллівна         | 01.11.2010            | вища    | член Всеукраїнського об'єднання «Батьківщина» | фельдшерсько-акушерський пункт, фельлшер |
| 12                                                      | Павлюк Іван Сергійович        | 01.11.2010            | середня | позапартійний                                 | тимчасово не працює                      |
| 15                                                      | Довгаль Володимир Никанорович | 01.11.2010            | вища    | позапартійний                                 | тимчасово не працює                      |
| Самовисування                                           |                               |                       |         |                                               |                                          |
| 2                                                       | Горголь Михайло Володимирович | 01.11.2010            | середня | позапартійний                                 | м. Київ, різноробочий                    |
| 3                                                       | Маньковський Ярослав Фадеєвич | 01.11.2010            | середня | позапартійний                                 | тимчасово не працює                      |
| 4                                                       | Сидорчук Людмила Миколаївна   | 01.11.2010            | вища    | позапартійна                                  | Вікниниська с.р., діловод                |
| 5                                                       | Хом'як Василь Йосипович       | 01.11.2010            | середня | позапартійний                                 | приватний підприємець                    |
| 6                                                       | Гоюк Наталія Петрівна         | 01.11.2010            | вища    | позапартійна                                  | загальноосвітня школа, вчитель           |
| 7                                                       | Ожга Микола Михайлович        | 01.11.2010            | середня | позапартійний                                 | тимчасово не працює                      |
| 8                                                       | Швед Віталій Васильович       | 01.11.2010            | середня | позапартійний                                 | м. Київ, будівельник                     |
| 9                                                       | Медвідь Анатолій Мусійович    | 01.11.2010            | середня | позапартійний                                 | тимчасово не працює                      |
| 11                                                      | Тарасюк Марія Павлівна        | 01.11.2010            | вища    | позапартійна                                  | Вікниниська с.р., секретар               |
| 13                                                      | Трачук Василь Миколайович     | 01.11.2010            | вища    | позапартійний                                 | тимчасово не працює                      |
| 14                                                      | Луцик Петро Олександрович     | 01.11.2010            | середня | позапартійний                                 | тимчасово не працює                      |
| 16                                                      | Мандрика Оксана Сергіївна     | 01.11.2010            | середня | позапартійна                                  | ЗАТ «Молоко», зливник                    |